# Liste der Biografien/Karz
Liste der Biografien |
Portal Biografien |
Personensuche
# |
A |
B |
C |
D |
E |
F |
G |
H |
I |
J |
K |
L |
M |
N |
O |
P |
Q |
R |
S |
T |
U |
V |
W |
X |
Y |
Z |
?
 
Ka |
Kb |
Kc |
Kd |
Ke |
Kf |
Kg |
Kh |
Ki |
Kj |
Kl |
Km |
Kn |
Ko |
Kp |
Kr |
Ks |
Kt |
Ku |
Kv |
Kw |
Ky |
Kx |
Kz
 
Kaa–Kag |
Kah |
Kai |
Kaj |
Kak |
Kal |
Kam |
Kan |
Kao |
Kap |
Kar |
Kas |
Kat |
Kau |
Kav |
Kaw |
Kay |
Kaz
 
Kara |
Karb |
Karc |
Kard |
Kare |
Karf |
Karg |
Karh |
Kari |
Karj |
Kark |
Karl |
Karm |
Karn |
Karo |
Karp |
Karr |
Kars |
Kart |
Karu |
Karv |
Karw |
Kary |
Karz
Die Liste der Biografien führt alle Personen auf, die in der deutschsprachigen Wikipedia einen Artikel haben. Dieses ist eine Teilliste mit 10 Einträgen von Personen, deren Namen mit den Buchstaben „Karz“ beginnt.

## Karz

### Karza
- Karzai, Ahmad Wali (1961–2011), afghanischer Politiker
- Karzai, Habibullah, afghanischer Politiker
- Karzai, Hamid (* 1957), afghanischer PolitikerHamid Karzai (* 1957)

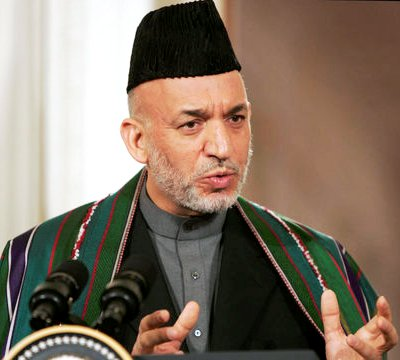
Hamid Karzai (* 1957)

- Karzau, Sonja (* 1912), deutsche Schauspielerin und Schauspiellehrerin

### Karze
- Karzel, Helmut (1928–2021), deutscher Mathematiker
- Karzel, Herwig (1925–2001), österreichischer evangelisch-lutherischer Theologe
- Karzer, Hedwig (1868–1944), deutsche Steyler Missionsschwester und Märtyrin
- Karžetskaja, Marina (* 1973), estnische Fußballtorhüterin
- Karzew, Denis Walerjewitsch (* 1976), russischer Eishockeyspieler
- Karzew, Michail Alexandrowitsch (1923–1983), sowjetischer Computeringenieur